# Gabrielle Gruyer-Herbemont
Gabrielle Gruyer-Herbemont, née le 25 mai 1875 à Paris et morte le 30 juin 1973 à l'Île-aux-Moines, est une peintre française.

## Biographie
Louise Françoise Gabrielle Gruyer est la fille de Pierre Philippe Gustave Gruyer, commis principal au ministère de l'intérieur, et de Claire Amélie Blondat. Son frère est l'historien et critique d'art Paul Gruyer.
Aquarelliste, elle est élève de l'Académie des arts de la Fleur fondée par Achille Cesbron auprès duquel elle étudie, ainsi que d'Ernest Quost. Elle expose à partir de 1901 et devient membre de la Société des artistes français.
Elle épouse en 1912, à Paris, le graveur en médailles Auguste Albert Herbemont ; les sculpteurs Marius Marioton et Max Blondat, le professeur au Conservatoire Maurice Emmanuel et le peintre Achille Cesbron sont les témoins du mariage.
Elle remporte en 1923 le deuxième prix de l'Union des femmes peintres et sculpteurs.
En 1929, elle obtient une mention honorable accompagnée du prix Marie-Bashkirtseff.
Elle est morte à l'Île-aux-Moines à l'âge de 98 ans.